# Solstorm
 For alternative betydninger, se Solstorm (flertydig). (Se også artikler, som begynder med Solstorm)
En solstorm, også kaldet geomagnetisk solstorm, er en midlertidig forstyrrelse af jordens magnetosfære forårsaget af en storm af ladede partikler (kaldet en plasmasky) udsendt fra solen. Solstorme udløses af gigantiske soludbrud (CME), der består af kraftigt accelereret plasma fra solatmosfæren udsendt i jordens retning i modsætning til den normale solvind, der konstant udsendes fra solen i alle retninger. 
Større geomagnetiske solstorme kan ødelægge satellitter, give svigtende radiokommunikation og omfattende strømsvigt.

## Beskrivelse
En solstorm varer oftest omkring 24 til 48 timer, i enkelte tilfælde i længere tid. Når de elektrisk ladede partikler møder magnetosfæren, fører det til en svækkelse af jordens magnetfelt, der når sit minimum efter omkring 12 timer.
Disse ladede partikler og det magnetfelt, der omgiver dem, kan betyde at stærke elektriske strømme induceres i magnetosfæren og altså også ved jordens overflade. Derfor kan der også opstå inducerede fejlstrømme i store elektriske kredsløb som f.eks. elnet og forsyningsrørledninger for olie og gas.
Solpletter og magnetisk aktivitet på Solen er meget nært korrelerede. Aktiviteten topper ca. hvert 11 år.

## Tidligere solstorme
I marts 1989 betød en solstorm, at elnettet i flere lande brød sammen. Værst gik det ud over Quebec-provinsen i Canada. Her var 6 millioner mennesker uden strøm i et halvt døgn. Desuden forårsagede denne solstorm nordlys så langt mod syd som Texas i USA.
Den seneste solstorm fandt sted 8.-10. marts 2012. En historisk stor solstorm var solstormen i 1859.
Nogle tidligere solstorme rangeret efter styrke:
1. 2.april 2001
2. 16. august 1989
3. 28. oktober 2003
4. 6. marts 1989
5. 11. juli 1978
6. 15. april 2001
7. 24. april 1984
8. 19. oktober 1989
9. 15. december 1982
10. 6. juni 1982

## Ekstern henvisning
- Solstorm kan give massive strømsvigt
- Solstorm i 2013 kan blive voldsom